# یاسنیتسه (منطقه تربیچ)
یاسنیتسه (به چکی: Jasenice) یک منطقهٔ مسکونی در جمهوری چک است که در منطقه تربیچ واقع شده‌است.
 یاسنیتسه ۵٫۹۲ کیلومتر مربع مساحت و ۲۰۴ نفر جمعیت دارد و ۴۱۵ متر بالاتر از سطح دریا واقع شده‌است.